# Erich von Stroheim
Erich Oswald Hans Carl Maria von Stroheim (n. 22 septembrie 1885, Viena, Austro-Ungaria – d. 12 mai 1957, Maurepas⁠(d), Île-de-France, Franța) a fost un regizor, actor și producător de film austriaco-american.

## Filmografie

### Ca regizor
- 1919 Blind Husbands
- 1920 The Devil's Pass Key
- 1922 Foolish Wives
- 1923 Merry-Go-Round
- 1924 Greed
- 1925 Văduva veselă
- 1928 Marșul nupțial (The Wedding March)
- 1932 Queen Kelly
- 1933 Walking Down Broadway

### Ca actor
- 1915 Captain Macklin  : Officer on Horseback
- 1916 Intoleranță (Judean Story), regia D. W. Griffith : Second Pharisee
- 1918 Inimile lumii (Hearts of the World), regia D. W. Griffith : Von Strohm's Adjutant
- 1922 Foolish Wives  : Wladislaw Sergius Karamzin
- 1924 Rapacitate  : Balloon vendor[11]
- 1929 Marele Gabbo
- 1931 Friends and Lovers  : Victor Sangrito
- 1932 Așa cum ma dorești  : Carl Salter
- 1937 Iluzia cea mare (La Grande Illusion), regia Jean Renoir : Capt. von Rauffenstein
- 1937 The Crime of Dr. Crespi : ecranizare a povestirii „Îngropat de viu”
- 1937 L'alibi
- 1938 Gibraltar : Marson
- 1938 Les disparus de St. Agil : Walter
- 1941 So Ends Our Night : Brenner
- 1943 Cinci morminte până la Cairo (Five Graves to Cairo), regia Billy Wilder : Field Marshal Erwin Rommel
- 1943 Steaua Nordului (The North Star), regia Lewis Milestone : Dr. von Harden
- 1944 The Lady and the Monster, regia George Sherman : Prof. Franz Mueller
- 1946 La foire aux chimères : Frank Davis
- 1946 On ne meurt pas comme ça : Eric von Berg
- 1946 The Mask of Diijon : Diijon
- 1948 Danse de mort : Edgar
- 1949 Le signal rouge : Le docteur Berthold
- 1949 Portrait d'un assassin : Eric
- 1950 Bulevardul amurgului (Sunset Boulevard), regia Billy Wilder : Max von Mayerling
- 1952 Alraune (Unnatural), regia Arthur Maria Rabenalt : Jacob ten Brinken
- 1953 Alerte au sud : Conrad Nagel
- 1953 L'envers du paradis : William O'Hara
- 1953 Minuit... Quai de Bercy : Professeur Kieffer
- 1955 La madone des sleepings : Dr. Siegfried Traurig
- 1955 Napoleon : Ludwig van Beethoven
- 1955 Série noire : Sacha Zavaroff

## Legături externe
- Erich von Stroheim la Internet Movie Database